# 牧場街總站
牧場街總站（葡萄牙語：Rua dos Currais / Terminal）是位於澳門半島花地瑪堂區的一個終點站。新福利9、16、16S、65路線，澳巴18路線以本站為總站；新福利9A、34路線，澳巴29路線以本站為中途站。

## 背景
- 2017年10月5日，澳門立法會間選議員陳虹提出書面質詢，她指出颱風天鴿襲澳，關閘總站受嚴重風暴潮破壞暫停使用，站內所有路線被迫四散分佈，各站點指引不清晰，對通關或通勤人士極為不便。她又指出，關閘作為重要出入境口岸和交通要塞，政府曾經在2012年12月完成《關閘口岸暨周邊環境總體概念性城市設計》研究，但具體方案並無下文。同時未改造時的本站是一幅閒置官地，她指為善用土地資源並建議在“關閘總站”停用期間，研究在本處設立臨時巴士總站，以舒緩附近交通擠塞，方便居民和旅客使用。[1]

- 2017年12月1日，交通事務局局長林衍新出席交通諮詢委員會工作會議後透露，會上探討了將距離關閘巴士總站約三、四百米遠，動用位於牧場街與巴波沙大馬路交界的閒置官地，開闢作臨時巴士總站，預計工期為三至四個月，完工後將適合運行且相近的巴士路線遷入。至於地內涉及一棵大樹，林衍新表示設計會盡量保留大樹，有需要時會以移植處理為優化，希望盡可能不用砍樹；至於位於西側旅遊巴停泊區獲保留，不用作公共巴士站用途。[2][3][4]

- 2017年12月13日，澳門電台時事節目「澳門講場」探討關閘一帶交通安排及問題，有聽眾認同設立本站，應該加快工程進度外，建議政府「特事特辦」，解市民燃眉之急。[5]

## 歷史
- 2018年4月4日，本站局部啟用，25X路線新增停靠本站。[6]

- 2018年4月14日，因應本站進一步擴大使用範圍，34路線新增停靠此站。[7]

- 2018年4月28日，因本站全面投入運作，作出以下安排：
  - 9路線總站由「台山中街」遷至本站；
  - 9A路線新增停靠本站；
  - 18路線總站由「永定街」遷至本站；
  - 25B路線總站由「菜園涌邊街總站」遷至本站。[8]

- 2018年12月15日，關閘總站重開，25B路線取消停靠本站。[9]

- 2019年8月17日，因應「青洲坊總站」正式開始運作，同時改善菜園涌邊街一帶的巴士站，9A和16路線總站調整至本站。[10]

- 2021年1月4日，10X路線改以循環線運作同時調整至本站為總站；16S路線開設，以本站為總站。[11]

- 2022年2月26日，為完善青茂口岸周邊交通配套，10X路線總站由本站調整至「青洲坊總站」，往青洲坊方向停靠本站。[12]

- 2022年7月23日至8月7日，59S路線臨時開設，以本站為總站；27S路線臨時開設，新增停靠本站。[13][14]

- 2023年12月2日，為配合輕軌媽閣站啟用，5AX路線編號更改為65，總站調整至本站。[15][16]

- 2024年6月1日起，10X路線與原29路線合併，新29路線新增停靠此站。[17]

- 2024年10月19日，9A路線總站調整至“青茂／白朗古”站，往青茂方向停靠本站。[18][19]

## 各車道安排
| 車道     | 路線                  | 方向                                                 |
| → A 車道 | 16路線 16S路線 65路線 | 下環街市 媽閣（西灣湖景大馬路／媽閣交通樞紐） 司打口 |
| → B 車道 | 9路線                 | 媽閣（西灣湖景大馬路／媽閣碼頭）                     |
| → C 車道 | 18路線                | 媽閣（媽閣交通樞紐）                                 |
| → D 車道 | 9A路線 29路線 34路線  | 青茂 青洲 青洲坊                                     |

## 路線資料

### 終點站路線資料
| 新福利 | 16  | 牧場街 | ↺ 下環街市                       | - 台山（鄭觀應公立學校、新城市） - 關閘馬路 - 提督馬路（賈梅士商業中心、聚龍軒） - 沙梨頭（華寶工業大廈、水上街市、海邊新街） - 十六浦 - 河邊新街（粵通碼頭、司打口） |              |
| 新福利 | 16S | 牧場街 | ↺ 媽閣 輕軌媽閣站 媽閣交通樞紐   | - 台山（鄭觀應公立學校、新城市） - 關閘馬路 - 提督馬路（賈梅士商業中心、聚龍軒） - 沙梨頭（華寶工業大廈、水上街市、海邊新街） - 十六浦 - 河邊新街（粵通碼頭、司打口、下環） | 16路線特班車 |
| 新福利 | 65  | 牧場街 | ↺ 司打口                         | - 台山（孫中山公園、鄭觀應公立學校、新城市、華大新村） - 提督馬路（賈梅士商業中心） - 高士德（紅街市、賈伯樂） - 羅理基（馬六甲街停車場） - 城市日大馬路（凱旋門、永利、美高梅） - 旅遊塔 - 媽閣碼頭（ 輕軌媽閣站） - 河邊新街（凱泉灣、李道巷）                                                                |              |
| B車道  |     |        |                                  | |              |
| 新福利 | 9   | 牧場街 | ↺ 媽閣 輕軌媽閣站 媽閣碼頭       | - 台山（街總服務大樓、逸麗花園、聖若瑟五校、三角花園） - 提督馬路（賈梅士商業中心） - 高士德（紅街市、賈伯樂） - 得勝花園 - 塔石體育館 - 水坑尾及八角亭 - 亞馬喇前地 - 南灣（新八佰伴、南灣湖） - 西灣（西灣湖、半邊橙）                                                                                        |              |
| C車道  |     |        |                                  | |              |
| 澳巴   | 18  | 牧場街 | 媽閣 輕軌媽閣站 （媽閣交通樞紐） | - 台山（鄭觀應公立學校、新城市） - 祐漢（永定街、祐漢街市） - 黑沙環（黑沙環公園、廣華、東華） - 新雅馬路（濠江、鮑思高） - 二龍喉公園 - 得勝花園 - 塔石體育館 - 水坑尾 - 南灣（新八佰伴、南灣湖） - 旅遊塔 - 西灣（初級法院大樓） - 南灣（燒灰爐） - 風順堂區（亞婆井前地、港務局大樓、海事及水務局） - 媽閣廟 |              |

### 中途站路線資料
| M18    | M18   | 牧場街總站 Rua dos Currais / Terminal | 牧場街總站 Rua dos Currais / Terminal | 牧場街總站 Rua dos Currais / Terminal | 牧場街總站 Rua dos Currais / Terminal |
| 營運商 | 路線  | 出發地                                | 目的地                                | 途經地點                              |                                       |
| D車道  | D車道 | D車道                                 | D車道                                 | D車道                                 | D車道                                 |
| ------ | ----- | ------------------------------------- | ------------------------------------- | ------------------------------------- | ------------------------------------- |
| 新福利 | 9A    | ↺ 旅遊塔                              | 青茂                                  | - 青茂口岸                            |                                       |
| 澳巴   | 29    | 城市日前地                            | ↺ 青洲 （青翠花園）                   | - 青茂口岸及青蔥大廈                  |                                       |
| 新福利 | 34    | 海洋花園                              | 青洲坊                                |                                       |                                       |

## 使用狀況及建議
- 2018年6月8日，本地紙媒力報專題報道，指此站疏導關閘候車乘客作用低。報道指此站啟用一個多月，但相比附近站點候車乘客不時大排長龍，該總站候車人數顯得冷清。有在“關閘馬路”站侯車的乘客指，不太清楚此站已運作，若改站可以疏導交通，樂意到該站乘搭。有長者乘客表示，大多數司機都提醒長者如前往關閘就在“巴波沙大馬路”站落車，她稱由此站步行至關閘較危險，車多且要兜好耐。新福利總經理、交通咨詢委員會委員李啟見表示，此站建立後有不少好處，如停車空間擴大，巴士擺放有序；他又指，巴士公司會在電子投牌及車箱中加強指示，相信要等一段時間才能讓市民熟悉，亦會持續密切留意客量等。另一位委員歐嘉輝表示，此站雖解決了巴士停泊問題，但看不到在分流乘客候車方面起作用。他認為，有條件再加插一至兩條路線，分流巴波沙大馬路及關閘馬路站的候車乘客。而另一位交咨委委員黃承發則相信，交通局已計算好途經關閘西側的車流量，假如再有路線停靠此站會加重該帶交通壓力；他引述當局向委員表示，局方一直有物色地點，希望設置站點，改善乘客在關閘區候車情況；然而由於澳門地方小，要尋找合適地點必有不少困難。[20]

- 2018年7月下旬，澳門街坊總會台山坊會理事長梁筠儀建議檢視該區的公交運輸規劃，加強宣傳的力度和訊息，改善關閘邊檢大樓周邊的交通設施配套，鼓勵和引導居民和遊客前往本站，長遠研究將本站、關閘總站和西側賭場穿梭巴臨時站的一體化利用，納入北區交通設施配套的綜合規劃，構建集巴士站、的士站、旅遊巴站、輕軌站、步行系統和停車場的交通樞紐綜合體，改善整個北區的交通環境。[21]

- 自2019年8月中起，9A和16路線總站調整至本站，及後於2021年1月4日起16S路線開設，有市民投訴上述三條路線在到達本站後在另一邊停泊及開門落客，對行動不便人士造成不便，新福利回應指已一直要求車長盡量將巴士停泊在左側路邊並在安全情況下才可開門落客；與此同時，本公司會提醒站長及車長多加留意乘客需要，適時協助乘客上落。[22]另一投訴指本站運作擾民，巴士停車引發安全問題備受關注，特別是柴油巴士（如9A、16S、65路線）發出聲浪極大，而且在巴士倒車時經常發出巨大聲響甚至發生意外，新福利回應指後已對有關車長作出教育及處分，並加強站內泊車管理，將巴士安排停泊適當位置。[23]

## 鄰近公共運輸站

### 公共巴士
M63 紀念孫中山公園（Parque M. Dr. Sun Yat Sen）
路線：25B、30、51A、65、MT4

### 其他
- 關閘臨時旅遊巴停車場

## 外部連結
- 新福利官方網站 （繁體中文） （页面存档备份，存于）
- 澳巴官方網站 （繁體中文） （页面存档备份，存于）